# Matt Hanson
Pour les articles homonymes, voir Hanson.
Matt Hanson, diminutif de Matthew Hanson, né le 7 mai 1985 à West Concord dans le Minnesota est un triathlète professionnel américain, multiple vainqueur sur triathlon Ironman ou Ironman 70.3.

## Biographie

### Jeunesse
Matt Hanson né et grandivt à West Concord dans le Minnesota une ville d'environ 850 habitants. Il pratique la lutte, l'athlétisme et le cross-country tout au long du lycée et se qualifie pour les championnats nationaux américains dans ces trois sports. Mais, adolescent les sports d'endurance lui assure de passer du temps avec son père et de maintenir sa forme pour sa première passion sportive, la lutte. Lors de sa première année d'université, il se disloque le bras, cela met fin à sa carrière de lutteur. Le triathlon arrive à ce moment-là, afin d'entretenir au maximum sa passion pour les sports d'endurance. Il se lance dans son premier Ironman en 2005, en Floride.

### Carrière en triathlon
Pour son premier podium Ironman, il monte sur la plus haute marche de l'Ironman Chattanooga en 2014. Il confirme l'année d'après sur le circuit avec la victoire au Texas, épreuve qu'il remporte de nouveau en 2017 et 2018. Matt Hanson s'impose également sur le circuit Ironman 70.3 avec deux victoires à Coeur d'Alene (2017 et 2018), une à Carthagène des Indes en Colombie (2016), une à Traverse City (2019) et une à Campeche au Mexique (2020). À l'âge de 37 ans, il remporte le premier Ironman Des Moines dans l'Iowa, état où il a vécu dans de 2005 à 2020.

### Vie privée
Durant seize années, Matt Hanson a vécu à Storm Lake dans l'Iowa. Au début des années 2010, il est docteur-professeur adjoint de science de l'exercice et directeur du programme de performance humaine à l'Université de Buena Vista (en). En 2020, il déménage au Colorado en grande partie pour profiter de la vie en altitude . Lorsqu'il ne s'entraîne pas, il forme des jeunes triathlètes. Il vit en couple avec sa femme Ashley Farmer-Hanson, docteur-enseignante et directrice de l'engagement civique à Rocky Vista University College of Osteopathic Medicine (en).

## Palmarès
Le tableau présente les résultats les plus significatifs (podium) obtenus sur le circuit national et international de triathlon depuis 2014,.
| Année | Compétition                       | Pays       | Position          | Temps           |
| ----- | --------------------------------- | ---------- | ----------------- | --------------- |
| 2022  | Ironman Des Moines                | États-Unis | Médaille d'or     | 7 h 56 min 48 s |
| 2022  | Ironman 70.3 Chattanooga          | États-Unis | Médaille d'argent | 3 h 38 min 11 s |
| 2021  | Ironman 70.3 Floride              | États-Unis | Médaille d'argent | 3 h 48 min 19 s |
| 2020  | Ironman 70.3 Campeche             | Mexique    | Médaille d'or     | 3 h 48 min 57 s |
| 2020  | Ironman Floride                   | États-Unis | Médaille d'argent | 7 h 55 min 2 s  |
| 2019  | Ironman Boulder                   | États-Unis | Médaille d'or     | 7 h 57 min 3 s  |
| 2019  | Ironman 70.3 Traverse City        | États-Unis | Médaille d'or     | 3 h 50 min 33 s |
| 2019  | Ironman 70.3 Texas                | États-Unis | Médaille d'argent | 3 h 47 min 47 s |
| 2018  | Ironman Texas                     | États-Unis | Médaille d'or     | 7 h 39 min 25 s |
| 2018  | Ironman 70.3 Coeur d'Alene        | États-Unis | Médaille d'or     | 3 h 50 min 9 s  |
| 2018  | Ironman Mar del Plata             | Argentine  | Médaille d'argent | 7 h 39 min 47 s |
| 2017  | Ironman Texas                     | États-Unis | Médaille d'or     | 7 h 52 min 44 s |
| 2017  | Ironman 70.3 Coeur d'Alene        | États-Unis | Médaille d'or     | 3 h 51 min 16 s |
| 2017  | Ironman 70.3 Steelhead            | États-Unis | Médaille d'argent | 3 h 49 min 8 s  |
| 2016  | Des Moines Triathlon              | États-Unis | Médaille d'or     | 1 h 50 min 35 s |
| 2016  | Ironman 70.3 Punta del Este       | Uruguay    | Médaille d'argent | 3 h 46 min 31 s |
| 2016  | Ironman 70.3 Carthagène des Indes | Colombie   | Médaille d'or     | 3 h 38 min 1 s  |
| 2015  | Ironman Texas                     | États-Unis | Médaille d'or     | 8 h 7 min 3 s   |
| 2015  | Towne Lake Triathlon              | États-Unis | Médaille d'or     | 1 h 49 min 10 s |
| 2014  | Ironman Chattanooga               | États-Unis | Médaille d'or     | 8 h 12 min 32 s |